# Gwibber
 (septembre 2012).
Gwibber est un client de microblogage multi-services prévu pour GNOME. Il est distribué sous licence libre GNU GPL.
Il tourne sous GNU/linux et est écrit en Python en utilisant la bibliothèque graphique PyGTK, binding dans ce langage de la bibliothèque GTK+. Il utilise pour son développement la plateforme Launchpad.
Il est proposé par défaut pour la distribution GNU/Linux Ubuntu depuis sa version 10.04.

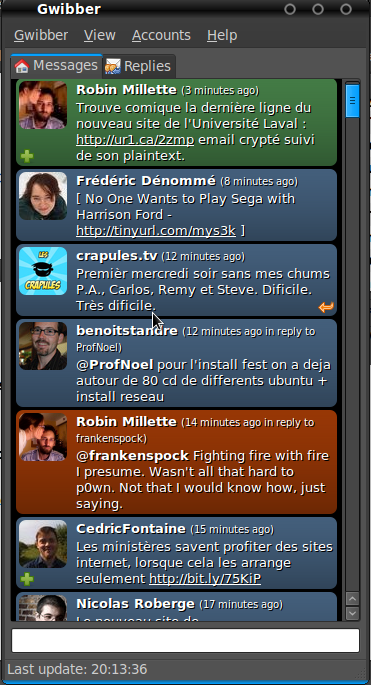
gwibber 1.0

| Services            | Version 1 | Version 2 |
| ------------------- | --------- | --------- |
| Twitter             | Oui       | Oui       |
| identi.ca/StatusNet | Oui       | Oui       |
| Facebook            | Oui       | Oui       |
| Flickr              | Oui       | Oui       |
| Digg                | Oui       | Oui       |
| FriendFeed          | Non       | Oui       |
| (en)                | Non       | Oui       |
| OCS                 | Non       | Oui       |
| (en)                | Non       | Oui       |
| (en)                | Oui       | Non       |
| flux RSS/Atom       | Oui       | Non       |
| Google Reader       | Oui       | Non       |
| Pidgin              | Oui       | Non       |